# John Tobin's Sweetheart
John Tobin's Sweetheart è un cortometraggio muto del 1913 diretto da George D. Baker.

## Trama
Abbandonato in un'isola del mari del sud, un uomo deve difendersi dagli attacchi dei nativi e si innamora della principessa dell'isola.

## Produzione
Il film fu prodotto dalla Vitagraph Company of America.

## Distribuzione
Distribuito dalla General Film Company, il film - un cortometraggio in una bobina - uscì nelle sale cinematografiche statunitensi il 19 settembre 1913.